# Yssingeaux
Yssingeaux je francouzská obec v departementu Haute-Loire v regionu Auvergne. V roce 2009 zde žilo 6 946 obyvatel. Je centrem arrondissementu Yssingeaux.